# Elsdorf (Rheinland)
Elsdorf ist eine Stadt im nördlichen Teil des Rhein-Erft-Kreises im Rheinland in Nordrhein-Westfalen.

## Geografie

### Geografische Lage
Elsdorf ist eine ländliche Gemeinde mit Stadtrechten 30 Kilometer westlich von Köln zwischen Bergheim und Jülich im Rheinischen Braunkohlerevier. Im Südwesten stößt das Stadtgebiet an den Tagebau Hambach, der große Teile des Stadtgebiets in Anspruch nimmt. Die Ortsteile Etzweiler, Tanneck und die Siedlung Gesolei wurden umgesiedelt. Der Umsiedlungsort ist Neu-Etzweiler.
Die ursprünglichen Planungen für den Tagebau Hambach sahen dessen spätere Erweiterung bis zur A 61 vor („Hambach II“). Hier lagern noch heute 2,015 Milliarden m³ Braunkohle. Das ist deutlich mehr als die im Tagebau Garzweiler II (= Frimmersdorf West-West) damals prognostizierten 1,650 Milliarden m³. Für den Abbau wäre jedoch eine Umsiedlung aller Ortsteile notwendig.
Elsdorf grenzt an: die Stadt Bedburg, die Kreisstadt Bergheim, die Kolpingstadt Kerpen (alle im selben Kreisgebiet), an die Gemeinden Merzenich (indirekt), Niederzier (indirekt) und Titz (alle im Kreis Düren).

### Stadtgliederung
(gemeldete Bevölkerung jeweils zum 30. April 2019)
| Ortsteil                  | Einwohner |
| ------------------------- | --------- |
| Angelsdorf                | 2.155     |
| Berrendorf-Wüllenrath     | 3.499     |
| Elsdorf (mit Desdorf)     | 6.523     |
| Esch                      | 2.716     |
| Frankeshoven              | 39        |
| Giesendorf                | 1.307     |
| Grouven (mit Brockendorf) | 640       |
| Heppendorf (mit Stammeln) | 1.862     |
| Neu-Etzweiler             | 607       |
| Niederembt                | 1.373     |
| Oberembt                  | 1.100     |
| Tollhausen                | 241       |
| Widdendorf                | 77        |
| Gesamt                    | 22.139    |

### Einwohner
jeweils zum 31. Dezember
| Jahr | Einwohner |
| ---- | --------- |
| 1975 | 16.667    |
| 1980 | 17.496    |
| 1990 | 19.944    |
| 1995 | 21.343    |
| 1998 | 21.675    |
| 2000 | 21.692    |

| Jahr | Einwohner |
| ---- | --------- |
| 2002 | 21.784    |
| 2005 | 21.674    |
| 2008 | 21.270    |
| 2010 | 21.080    |
| 2014 | 21.337    |
| 2016 | 21.264    |

| Jahr | Einwohner |
| ---- | --------- |
| 2017 | 21.539    |
| 2018 | 22.032    |
| 2019 | 22.139    |
| 2020 | 21.745    |
| 2023 | 21.255    |

## Geschichte

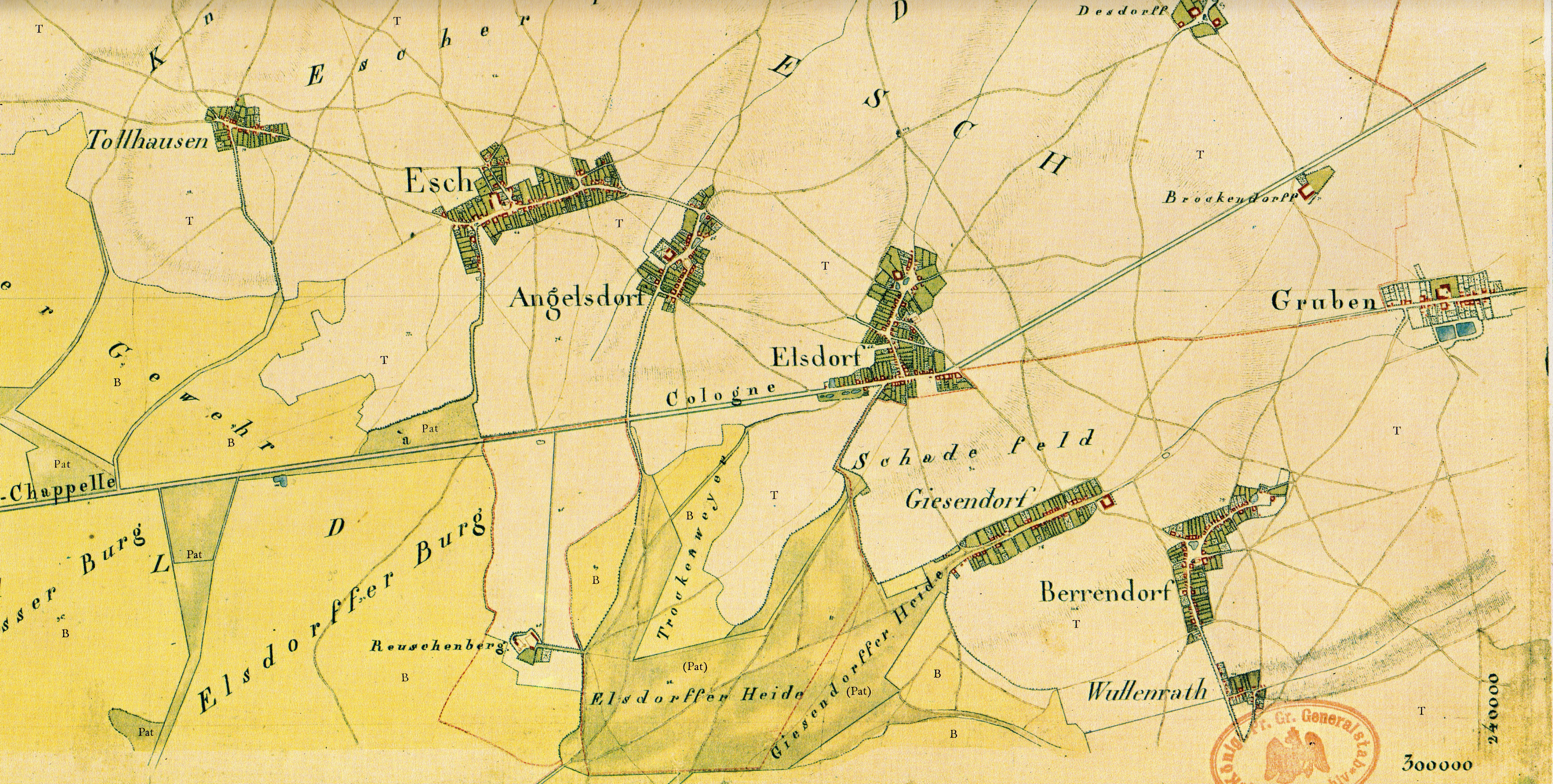
Elsdorf auf der Tranchotkarte von 1806/07

Die Wurzeln von Elsdorf reichen zurück bis in die Zeit, als das heutige Stadtgebiet von den Franken besiedelt wurde. Ausgrabungen eines fränkischen Gräberfeldes belegen erste Ansiedlungen gegen Ende des 5. Jahrhunderts.
Einer Sage nach stammt der Name Elsdorf von Egilhard (auch Eilhard) ab, einem Abt der Reichsabtei Kornelimünster bei Aachen. Der Überlieferung nach wurde er im Jahr 881 bei einem Normanneneinfall im Wald zwischen Elsdorf und Bergheim erschlagen. Nach der Entwicklung über Egilo-, Egils- und Eilsdorf entstand schließlich der heutige Name Elsdorf.
In der Römerzeit zwischen dem ersten und vierten Jahrhundert nach Christi ist ein römischer Vicus in Elsdorf belegt, der an der Römerstraße von Köln nach Aachen und weiter nach Boulogne-sur-Mer lag, die heute meist als Via Belgica bezeichnet wird. Diese ist gut auf der Tranchotkarte zu erkennen und heute noch gut als Köln-Aachener Straße und weiter nach Osten als Römerstraße nach Grouven (Elsdorf) und Thorr zu verfolgen. Im Bereich des Vicus, dessen Name nicht überliefert ist, mündete eine weitere Römerstraße vom Südwesten kommend spitz auf die Straße nach Köln. An dieser wurden die Umrisse eines gallo-römischen Umgangstempels nachgewiesen, während an der Via Belgica senkrecht zur Straße ausgerichtete bis zu 25 m lange Häuser nachgewiesen wurden.
Seit dem Mittelalter gehörte Elsdorf zum Amt Bergheim im Herzogtum Jülich. Im Jahre 1794 besetzten französische Revolutionstruppen den Ort und Elsdorf kam an die Mairie Esch im Kanton Bergheim im Arrondissement de Cologne im Département de la Roer.
Elsdorf kam 1815 an das Königreich Preußen und an den Kreis Bergheim im Regierungsbezirk Köln.
Die Bahnstrecke Neuss – Düren mit dem Bahnhof Elsdorf West wurde 1869 gebaut. Dadurch nahm die Bevölkerung des Ortes stark zu, und Elsdorf stieg zum Mittelpunkt der Orte, die die heutige Stadt bilden, auf.

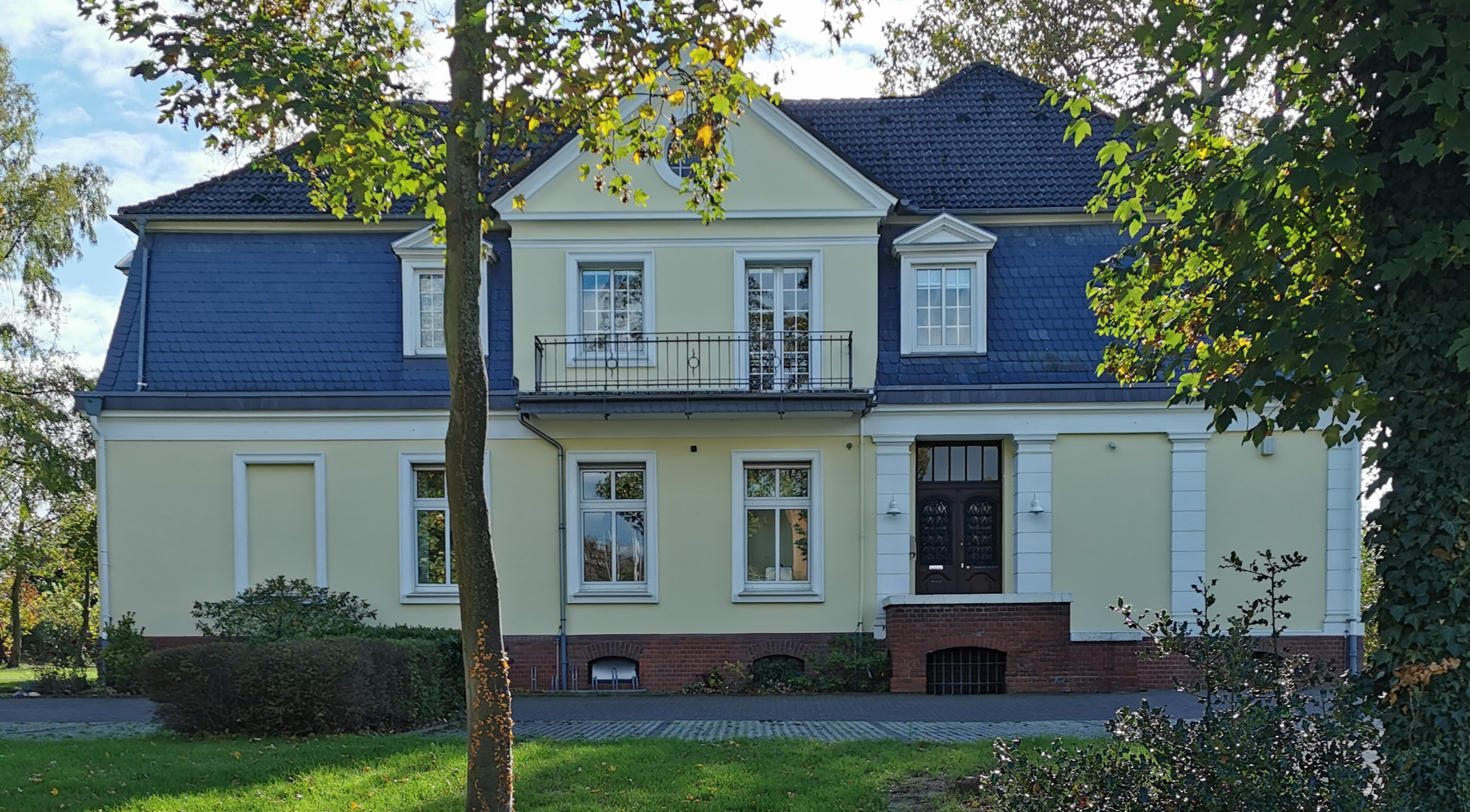
Direktorenvilla Zuckerfabrik

Emil Pfeifer, sein Sohn Valentin Pfeifer und Eugen Langen errichteten 1870 die erste Zuckerfabrik der Firma Pfeifer & Langen.
Die Gemeinde Heppendorf wurde 1937 mit dem Amt Esch vereinigt, das 1938 in Amt Elsdorf umbenannt wurde.
In der NS-Zeit wurden zahlreiche Menschen schikaniert, entrechtet, deportiert und ermordet (Liste der Stolpersteine in Elsdorf).
In der Endphase des Zweiten Weltkrieges rückten US-Truppen nach dem Überschreiten der Rur (Operation Grenade) zügig Richtung Rhein vor. Einige Ortsteile erlitten im März 1945 bei Abwehrkämpfen der Wehrmacht teils schwere Zerstörungen. Am 27. Februar 1945 rückten US-Panzer in Elsdorf ein. Ein offizieller US-Bericht:

“For the better part of 27 February the 9th Panzer Division made a fight of it in Elsdorf, but with fire support from a company of tanks positioned in a neighboring village an infantry battalion broke into the town before noon and began a systematic mop-up. With the tank company was a T26 medium tank armed with a 90-mm. gun, one of the first twenty of this model (the Pershing) sent to the European theater for testing. The tank gave a good account of itself. At a range of a thousand yards, the Pershing hit and destroyed two Mark IV tanks, drilling holes through the thick side armor, and stopped a Mark VI Tiger with a hit at the vulnerable turret joint. By midafternoon Elsdorf was sufficiently cleared to enable General Rose to commit his division reserve north-eastward toward the Erft alongside the 83d Reconnaissance Battalion. As night came the armor held a 3-mile stretch of the Erft's west bank, and after dark infantrymen waded across to establish two small bridgeheads.”

Bekannt und durch Fotografien belegt ist, dass die Panzer-Abteilung (Tiger/Fkl) 301 einen ihrer Führungspanzer in Elsdorf verlor (Panzer 201), nachdem dieser zuvor in einem Gefecht einen der wenigen neuen M26 Pershing („Fireball“) ausgeschaltet hatte, die zur Fronterprobung nach Europa geschickt worden waren. Im Ortsteil Oberembt erbeuteten US-Soldaten den ersten deutschen Sturmtiger. Dieser seltene und sehr schwere Panzer zog eine Aufmerksamkeit der vorrückenden US-Truppen auf sich.
In seiner heutigen Ausdehnung existiert die Gemeinde erst seit der Gebietsreform (vgl. § 8 Köln-Gesetz), in der am 1. Januar 1975 die bis dahin selbständigen Gemeinden Angelsdorf, Elsdorf, Esch, Heppendorf, Niederembt und Oberembt zur Gemeinde Elsdorf zusammengefasst wurden.
Zum 1. Januar 2011 wurde Elsdorf das Stadtrecht verliehen. Damit verbunden waren die Einrichtung eines Jugendamtes und eines Bauamtes.
Zu Beginn des Schuljahres 2014/2015 begann der Schulbetrieb der Elsdorfer Gesamtschule im Schulzentrum Angelsdorf. Die Realschule und die Hauptschule in Elsdorf liefen aus; seit 2018 ist die Gesamtschule die einzige weiterführende Schule. 2021 machte der erste Jahrgang an der Gesamtschule Elsdorf das Abitur.

## Politik

### Stadtrat
Der Stadtrat ist die kommunale Volksvertretung der Stadt Elsdorf. Über die Zusammensetzung entscheiden die Bürger alle fünf Jahre, zuletzt in der Kommunalwahl am 13. September 2020.

### Bürgermeister
Der seit 2015 amtierende Bürgermeister Andreas Heller (CDU) wurde bei der letzten Kommunalwahl am 13. September 2020 mit 58,69 % der Stimmen im Amt betätigt.
| Name              | Partei | von  | bis  |
| ----------------- | ------ | ---- | ---- |
| Hans-Theo Schmitz | CDU    | 1975 | 1986 |
| Heinz Tesch       | CDU    | 1986 | 1989 |
| Harald Schröder   | SPD    | 1989 | 2004 |
| Wilfried Effertz  | SPD    | 2004 | 2015 |

### Wappen, Flagge und Dienstsiegel

#### Wappen
Der Gemeinde Elsdorf ist mit Urkunde des Regierungspräsidenten in Köln vom 13. Dezember 1976 das Recht zur Führung eines Wappens verliehen worden; das Wappenführungsrecht besteht kraft Verfügung des Landrats des Rhein-Erft-Kreises vom 18. Oktober 2010 auch für die Stadt Elsdorf fort.
| Wappen von Elsdorf | Blasonierung: „In Silber (Weiß) von einem schwarzen Balken geteilt, oben ein wachsender roter Wolfskopf, unten ein Kleeblatt und eine Eichel.“ |
| Wappen von Elsdorf | |

#### Flagge
Der Gemeinde Elsdorf ist ferner mit Urkunde des Regierungspräsidenten in Köln vom 13. Dezember 1976 das Recht zur Führung einer Flagge verliehen worden; auch diese Befugnis besteht nach der Verfügung des Landrats des Rhein-Erft-Kreises vom 18. Oktober 2010 für die Stadt Elsdorf fort.
| Hissflagge von Elsdorf | Blasonierung: „Grün-Weiß-Grün im Verhältnis 1 : 4 : 1, längsgestreift mit dem zur Stange verschobenen Wappenschild.“ |
| Hissflagge von Elsdorf | |

#### Dienstsiegel
Der Stadt Elsdorf ist kraft Verfügung des Landrats des Rhein-Erft-Kreises als unterer staatlicher Aufsichtsbehörde vom 18. Oktober 2010 das Recht zur Führung eines Dienstsiegels verliehen worden. Das Dienstsiegel trägt das unter Absatz 1 beschriebene Stadtwappen und die Umschrift „Stadt Elsdorf“.

### Städtepartnerschaft
Elsdorf hat 1990 eine Städtepartnerschaft mit der nordfranzösischen Stadt Bully-les-Mines und der Nachbargemeinde Aix-Noulette (beide im Département Pas-de-Calais) geschlossen.

## Kultur und Sehenswürdigkeiten

### Sehenswerte Bauwerke

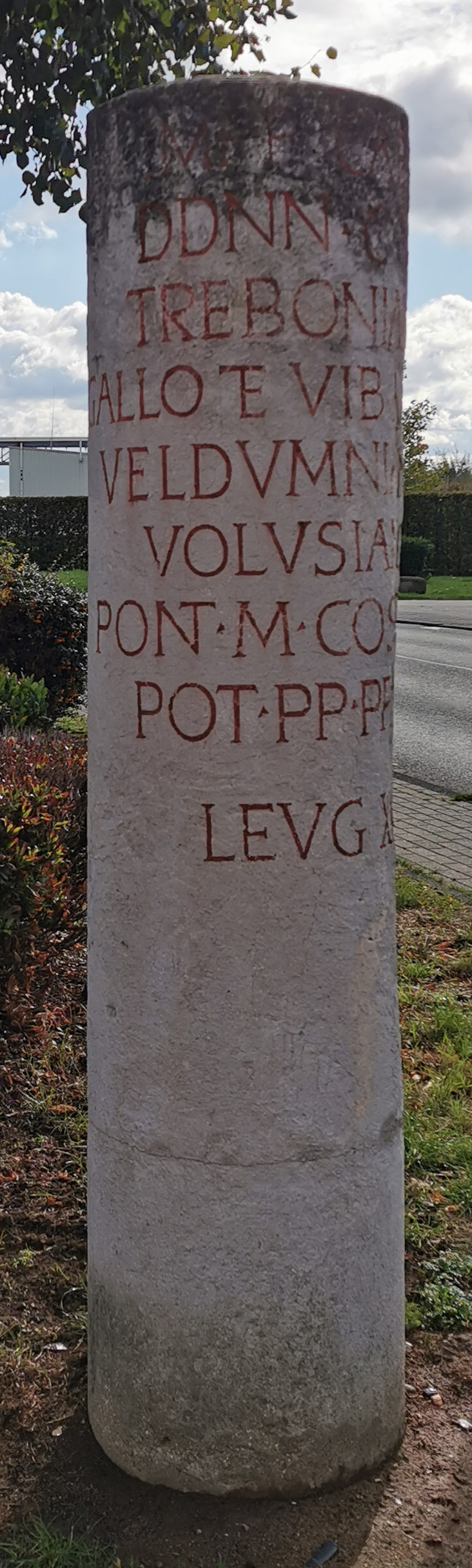
Römischer Meilenstein (Replik)

- Grouven-Brockendorf: Gutskapelle St. Bartholomäus von 1680, nach Kriegsschäden 1950/1956 wiederhergestellt.
- Heppendorf-Stammeln: Burg Stammeln, rechteckige Burganlage mit Innenhof. Die beiden Flügel des westlichen Winkels mit einem runden und einem rechteckigen Eckturm stammen aus dem späten 16. Jahrhundert
- Niederembt: Haus Richardshoven, 1099 ist ein Richardus von Emde bezeugt, 1364 ein Godart von Richardshovenm, Viereckanlage einer einstigen Wasserburg, Vierkantturm mit zwei Achsen, drei Geschossen, geschweifter Haube und geschlossener Laterne
- Niederembt: Weißes Haus, Hochstraße 1, Fachwerkhaus, 17. Jahrhundert
- Oberembt: Haus 'Zur Löv', Laubenhaus von 1644, ist das einzige erhaltene Laubenhaus im Rhein-Erft-Kreis.
- Angelsdorf: Katholische Pfarrkirche St. Lucia (1535), 1865 restauriert
- Angelsdorf: Haus Angelsdorf, Gutshof, 1750, im Westteil Reste aus dem 16. Jahrhundert
- Berrendorf: Katholische Pfarrkirche St. Michael (1524), 1825 restauriert, 1903 um Querschiff und neuen Chor erweitert, Palmsonntag 2011 nach 4-jähriger Renovierung wieder ganz nutzbar
- Desdorf (Brachelsburg), um 1700.
- Elsdorf: katholische Pfarrkirche St.Mariä Geburt: Turm um 1225.
- Elsdorf: römischer Meilenstein an der Köln-Aachener-Straße, Ecke Eisenbahnstraße.
- Elsdorf: Kriegsgräberstätte auf dem Waldfriedhof.
- Elsdorf: Judenfriedhof an der Nußbaumallee, Belegungszeitraum 1847 bis 1935, darin Umbettungen aus den ehemaligen Judenfriedhöfen Glesch und Niederembt auf Grund des Braunkohleabbaus
- Esch: Katholische Pfarrkirche St.Laurentius, spätgotischer Westturm mit Treppenturm
- Grouven: Kapelle der hl. Brigida, 1648 erbaut, 1949 durch einen Saalbau erweitert. Hinter dem Altar um zwei Stufen vertieft, ein Fußboden aus hochkant gestellten Tonplättchen mit farbigen Glasuren (Abfallprodukt aus Töpferöfen) in unregelmäßigem Muster
- Grouven: Burg Grouven, Gutshof um 1500, 1691 und im 19. Jh. ausgebaut.
- Heppendorf: spätgotische Kirche St. Dionysios mit zweigeschossigem romanischem Westturm aus dem Ende des 12. Jahrhunderts drei Glocken aus den Jahren 1467, 1473 und 1490.
- Neu-Etzweiler: Kapelle St. Hubertus, Das Kruzifix aus dem Jahre 1480 wurde aus der St. Hubertuskirche des nunmehr abgebaggerten alten Etzweiler übernommen.
- Niederembt: Straße Richtung Esch: Alte Windmühle, Anfang 19. Jh.
- Oberembt: Katholische Pfarrkirche St. Simon und Judas Thaddäus (Ende 14. Jh. bis Anfang 16. Jahrhundert)
- Tollhausen: Wegekapelle St.Margaretha, darin Hl. Jakobus, Anfang 16. Jahrhundert Meister Tilmann, Köln
- Oberembt: In Oberembt befindet sich eine kleine evangelische Kirche, die zur Ev. Kirchengemeinde Kirchherten gehört. Sie wurde 1960 in einer Siedlung errichtet, die nach dem Zweiten Weltkrieg für Flüchtlinge aus den ehemaligen Ostgebieten entstanden ist. Der Glockenturm stammt aus dem Jahr 1970. Heute wird sie noch regelmäßig für Gottesdienste und Frauenkreise genutzt.
- Terra Nova Speedway: Ehemalige Braunkohle Förderbandstrecke, welche jetzt als Radschnellweg Elsdorf mit Bergheim, Bedburg und Glesch verbindet.

### Parks
Der bei Berrendorf-Wüllenrath und Heppendorf gelegene Sittarder Hof, der der Unternehmerfamilie Pfeifer der Elsdorfer Zuckerfabrik Pfeifer & Langen gehörte, verfügte bis zu seinem endgültigen Abriss im Jahre 2011 über einen sehenswerten Garten und Park. Der Sittarder Hof lag in einer Sicherheitszone, welche um die Abbruchkante des Tagebaus Hambach gebildet wurde, und konnte deshalb nicht erhalten bleiben.

### Tagebau-Aussichtspunkte
Einblick in den an Elsdorf angrenzenden Tagebau Hambach bietet sich von:
- Aussichtspunkt bei Elsdorf-Angelsdorf
- Aussichtspunkt bei Elsdorf-Giesendorf
- Forum :terra nova

### Sport
Elsdorf bietet ein breites Spektrum an Sportarten und Sportstätten.
Die größten Erfolge errang die Judoabteilung der ASG Elsdorf (Allgemeine Sportgemeinschaft Elsdorf e. V.) mit dem dreimaligen Gewinn der Deutschen Meisterschaft bei den Damen. Die Tennisabteilung der ASG verfügt über vier Plätze und zwei Beachvolleyballplätze. Die ASG Elsdorf wurde 1967 von den drei Freunden Paul Kohl, Hans Packmohr und Willy Schmitz gegründet.
Resultierend aus jahrelanger erfolgreicher Jugendarbeit in der Basketballabteilung der ASG folgten auf mehrere Kreis- und Vizekreismeistertitel der Aufstieg der U18-Mannschaft in die Oberliga für die Saison 2010/2011.
Die erste Damenmannschaft der Tischtennisfreunde Grün-Weiß Elsdorf spielt in der Oberliga und die erste Herrenmannschaft auf Verbandsebene.
Die drei größten Fußballvereine in der Stadt Elsdorf sind der SC 08 Elsdorf, Rot-Weiß Berrendorf und der FC Grün-Weiß Etzweiler. Weitere Vereine gibt es in Niederembt (Blau-Weiß Niederembt), Oberembt und Heppendorf.
Elsdorf bietet mit einem der größten Freibäder im Rhein-Erft-Kreis ein 27.000 m² großes Bad. Das Bad verfügt über ein 50-Meter Becken, einem 1-, 3-, 5-, 7- und 10-Meter Sprungturm. Zusätzlich über eine Wasserrutsche, ein Nichtschwimmer- und ein Babybecken.

### Regelmäßige Veranstaltungen
Der Karneval spielt in Elsdorf wie im gesamten Rheinland eine wichtige Rolle. Die Karnevalsgesellschaft KG Fidelio veranstaltet jedes Jahr am Karnevalssonntag den Umzug („Zuckerwürfelzug“). Durch die Jugendorganisation KaJuJa, die jedes Jahr eine Sitzung mit einheimischen Kräften veranstaltet, wird die Verbindung zur Kirche hergestellt. Zur Stammbesetzung zählt das Zwiegespräch Der Bauer und der Wiener.
Im Sommer werden von der Stadt im Freibad Partys mit DJ und Live-Musik veranstaltet. Rock around the Pool, Freibadfeten und Inklusionstriatlon sind seit einigen Jahren fest etabliert.

## Wirtschaft und Infrastruktur

### Verkehr

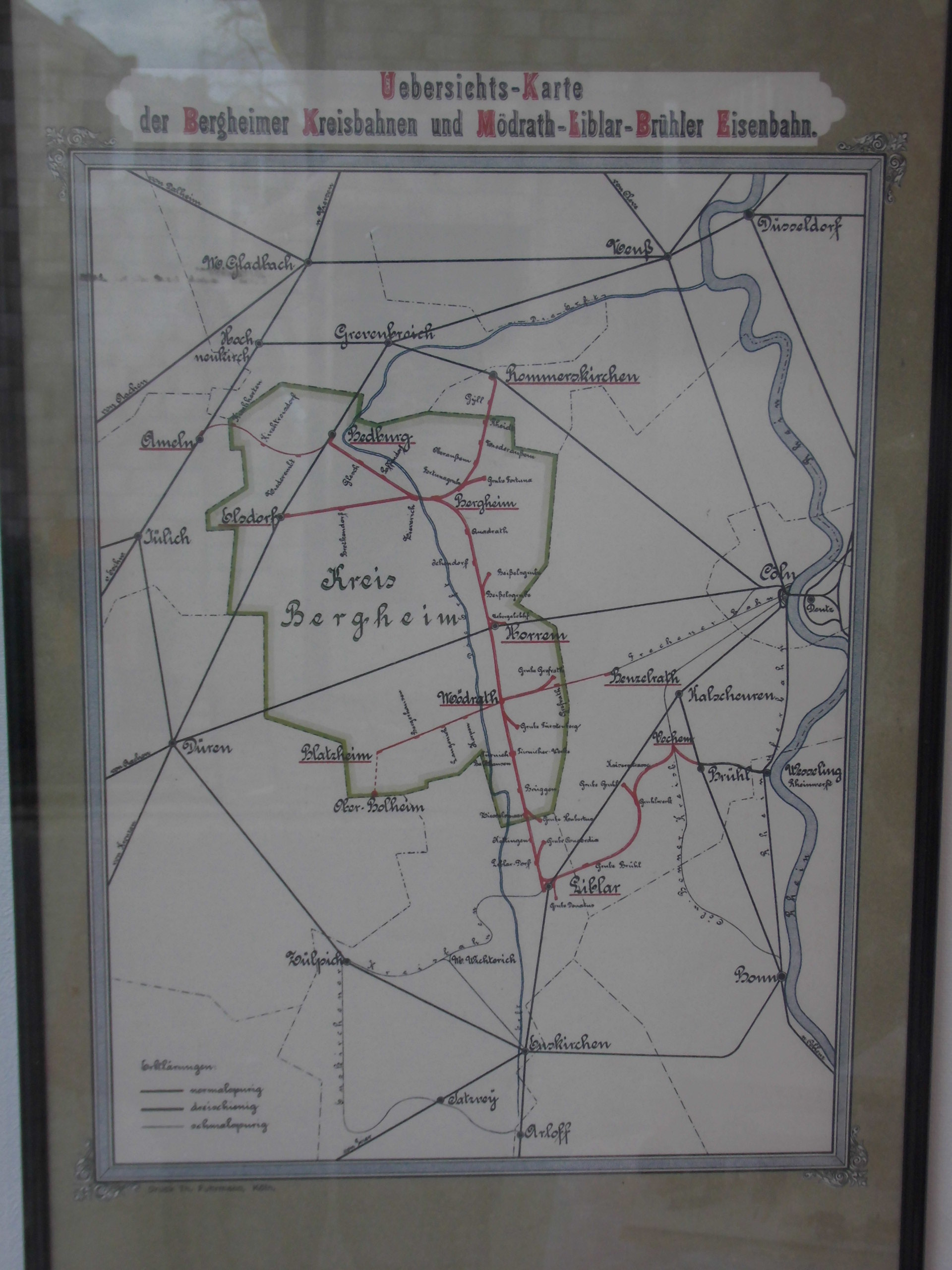
Schienennetz (Ende 19. Jahrhundert?)

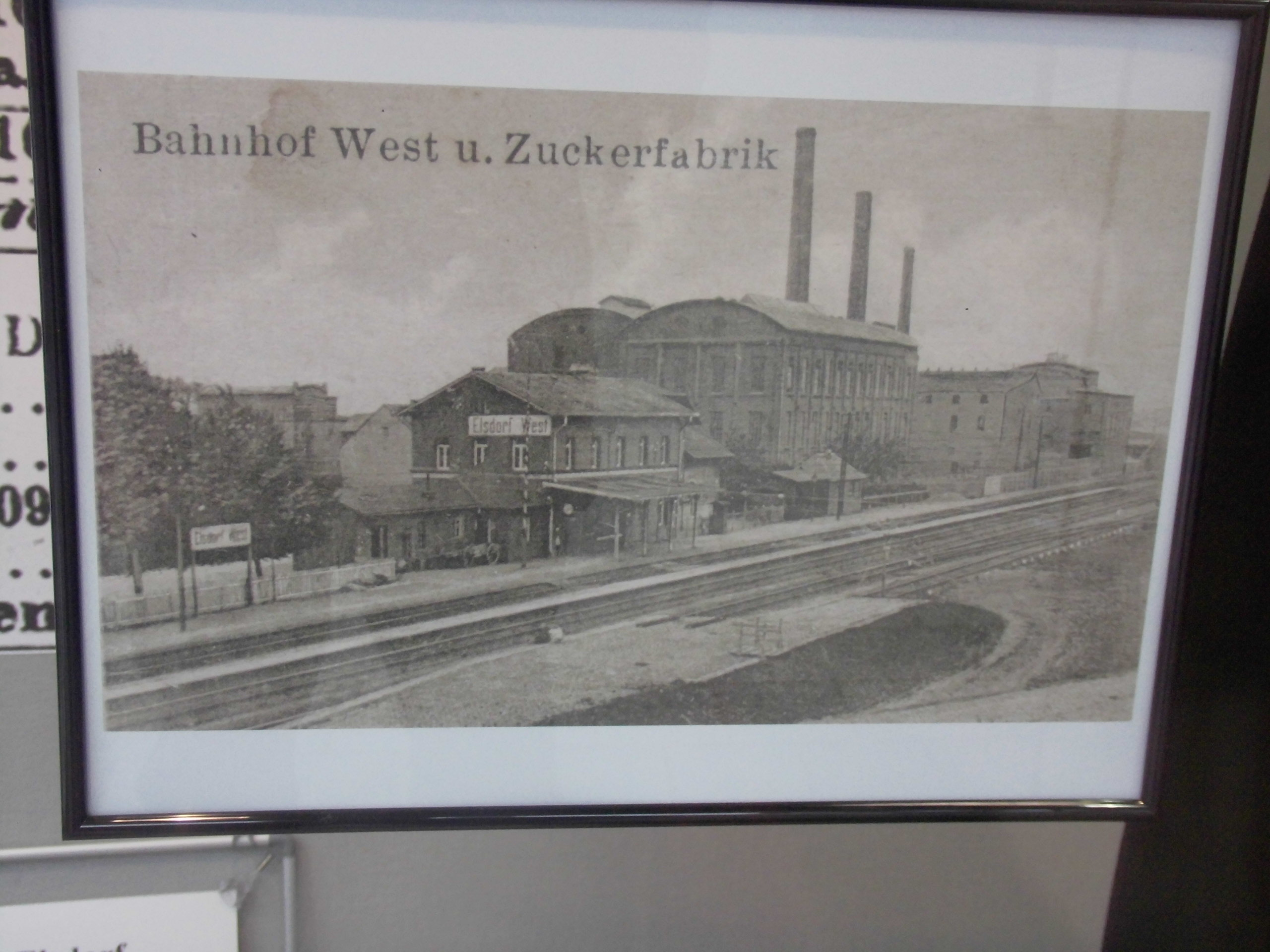
Bahnhof West und Zuckerfabrik in Elsdorf

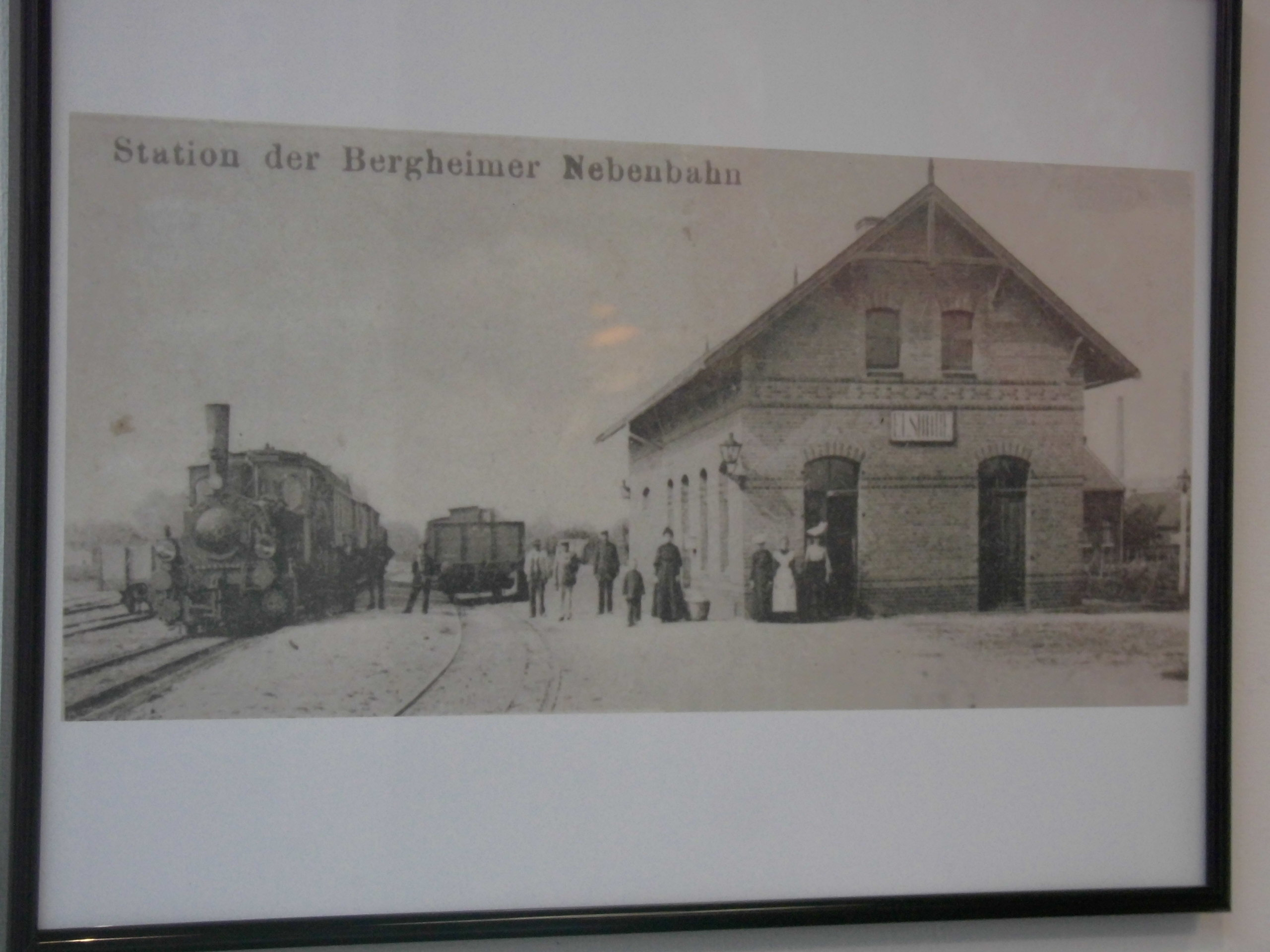
Bahnhof Ost mit dreischienigen Gleisen

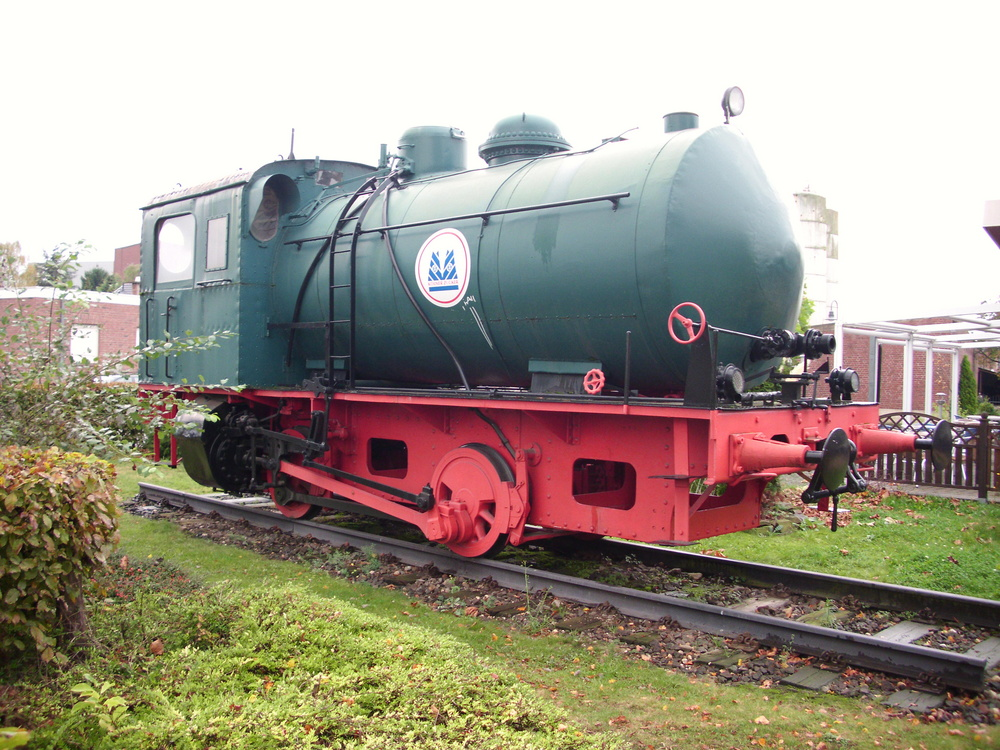
Dampfspeicherlok beim ehem. Kleinbahnhof

#### Straßenverkehr
Autobahnanschlüsse:
- Anschlussstelle Elsdorf/Bergheim/Sindorf (8b)
- Anschlussstelle Bergheim/Elsdorf (18)

Bundesstraßen:
- (B 55 n)
- (B 477 n)

#### Schienenverkehr
Elsdorf hatte früher zwei Stationen: Kleinbahnhof Elsdorf Ost und Bahnhof Elsdorf West. Eine Schienenverbindung zwischen beiden bestand nicht.
Bahnhof Elsdorf: Am 1. September 1869 wurde Elsdorf an die Strecke Neuss – Düren angebunden. Bis zum 1. Juni 1991 fuhren alle Personenzüge auf der Strecke von Neuss nach Düren. In den 1980er Jahren wurde das Empfangsgebäude abgerissen und durch einen kleinen Unterstand ersetzt. Ab dem 27. Mai 1995 wurde der Personenverkehr im Abschnitt Bedburg – Düren eingestellt, am 31. Dezember des gleichen Jahres der Güterverkehr. Die Stilllegung erfolgte zum 2. Juni 1996. Der Abschnitt Düren – Elsdorf verlief im Bereich des heutigen Braunkohletagebaus Hambach und wurde daher abgebaggert. Der Abschnitt Elsdorf – Bedburg wurde zunächst noch für den Güterverkehr genutzt, später mangels Nachfrage stillgelegt und abgebaut. An der Stelle des damaligen Bahnhofs befindet sich heute ein Parkplatz. Die ehemalige Trasse durch Elsdorf ist heute eine Parkanlage (Naherholungsgebiet) für Radfahrer und Spaziergänger. Ein kleiner Teil ging in den Besitz der Elsdorfer Zuckerfabrik über.
Kleinbahnhof Elsdorf Ost: Der Kleinbahnhof gehörte zur Bergheimer Kreisbahn. Er verfügte von Beginn an über einen eigenen Brunnen und ab 1900 über Telefon. Hier begann die zunächst meterspurige (1000 mm), ab 1903 dreischienig auch normalspurige (1435 mm)Strecke in Richtung Zieverich. Ab 1938 verkehrten täglich sechs Personenzüge, die alle über Zieverich nach Bergheim fuhren. Einige Züge verkehrten über Bergheim hinaus auf der Bahnstrecke Bergheim – Rommerskirchen nach Rommerskirchen oder auf der Zweigstrecke zur Grube Fortuna. Am 28. Mai 1961 wurde der Personenverkehr eingestellt, sechs Jahre später, am 28. Mai 1967 auch der Güterverkehr. Nach langem Leerstand wurde das am Ostende der Eisenbahnstraße gelegene verfallenen Empfangsgebäude verkauft und von 1997 bis 1999 von einem Privatinvestor zum Cafe Dampflok umgebaut. Eine ausgemusterte Dampfspeicherlok der Zuckerfabrik ist dort abgestellt.

#### Nahverkehr
Der Elsdorfer Busbahnhof wird von den VRS-Buslinien 915, 937, 941, 950, 988 und SB92 (ab Kerpen Uhlandstr. ohne Umstieg weiter als SB93 bis Wesseling) der REVG bedient, zusätzlich verkehren einzelne Fahrten der AVV-Linie 283 des Rurtalbus.
| Linie | Betreiber | Verlauf |
| ----- | --------- | --- |
| 283   | Rurtalbus | Rödingen – Bettenhoven – Oberembt – Niederembt – Esch – Elsdorf |
| 915   | REVG      | Quadrath-Ichendorf Bf – Ahe – Thorr – Zieverich – Elsdorf – Neu-Etzweiler |
| 937   | REVG      | Schülerverkehr: Oberembt – Frankeshoven – Niederembt – Tollhausen – Esch – Angelsdorf – (Neu-Etzweiler –) Elsdorf – Zieverich – Bergheim |
| 941   | REVG      | Elsdorf Busbf – Giesendorf – Berrendorf – Widdendorf – Heppendorf – Ahe – Sindorf – Horrem Bf |
| 950   | REVG      | Weiden Zentrum (Stadtb.) – Königsdorf Bf – Quadrath-Ichendorf Bf – Kenten – Bergheim Bf – Zieverich – Thorr – Grouven – Berrendorf – Giesendorf – Elsdorf – Angelsdorf – Esch – Niederembt – Frankeshoven – Oberembt – Bettenhoven – Rödingen |
| 988   | REVG      | (Stammeln – Heppendorf – Widdendorf – Grouven – Berrendorf-Wüllenrath – Giesendorf –) Elsdorf – Angelsdorf – Esch – Tollhausen – Oberembt – Frankeshoven – Niederembt – Bedburg Schulzentrum / (Kirdorf – Blerichen – Bedburg Bf)             |
| SB92  | REVG      | Schnellbus: Elsdorf Busbf – Bergheim – Kenten Martinswerk – Quadrath-Ichendorf – Ahe – Sindorf – Kerpen |

Eine Busanbindung nach Merzenich oder Düren ist wegen des Hambacher Tagebaus nicht möglich.

### Ansässige Unternehmen

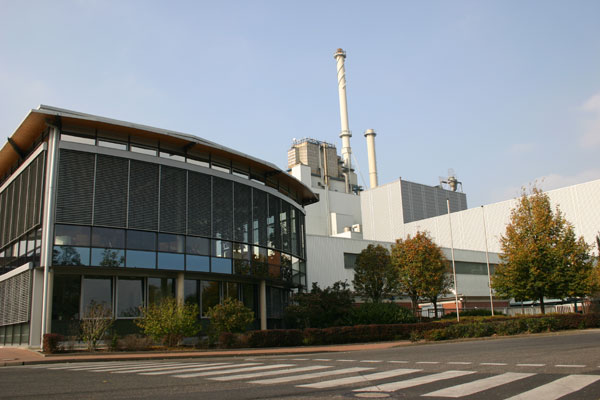
Zuckerfabrik in Elsdorf

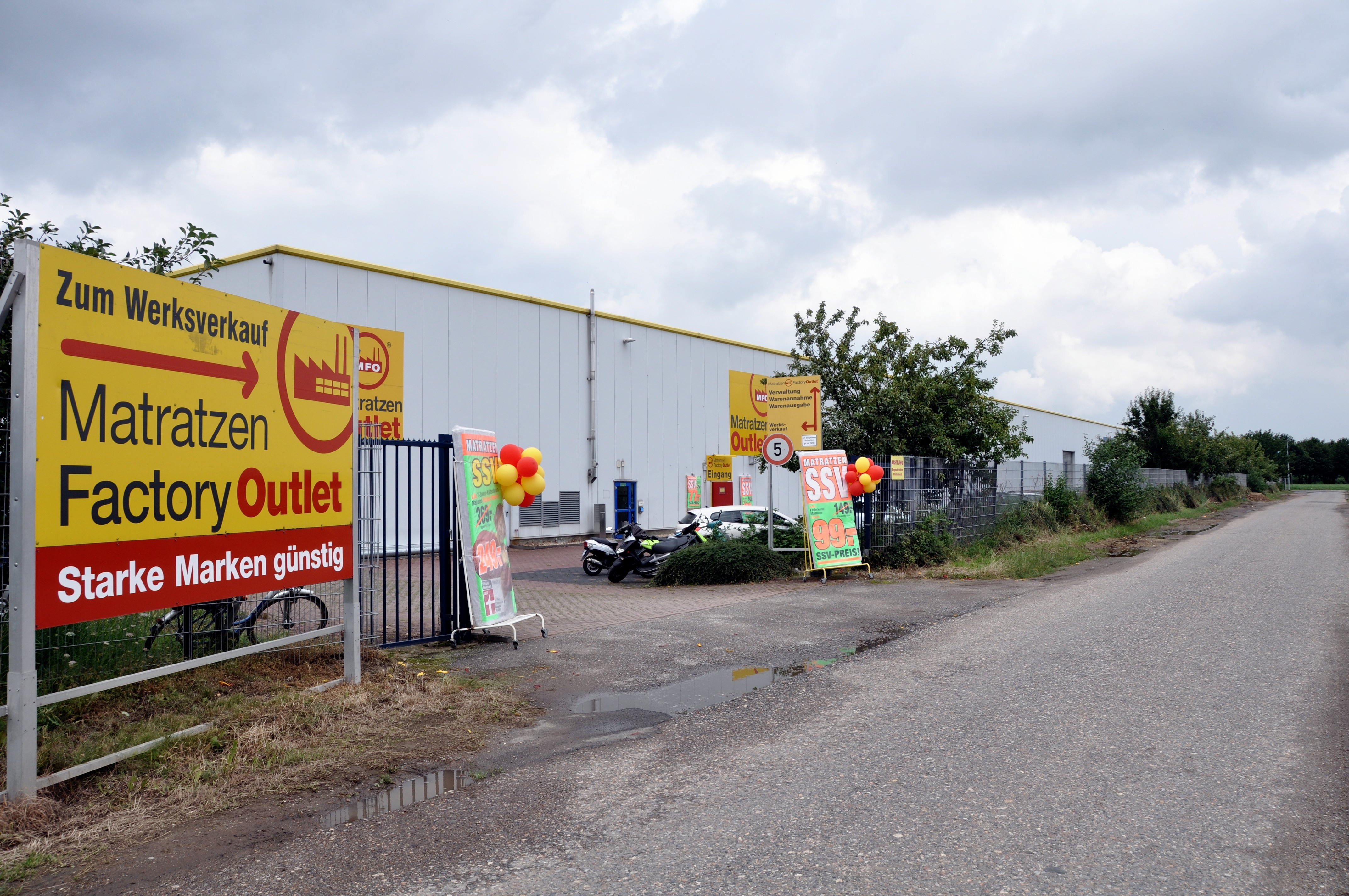
Früherer Hauptsitz des Matratzen Factory Outlet

Größte Arbeitgeber im Gebiet sind die RWE Power AG und die Zuckerfabrik Pfeifer & Langen. Die Verarbeitung von Zuckerrüben endete 2006, die Produktion von Zuckersondersorten (Zuckerhüte, Kandis, Puder- oder Würfelzucker) in Elsdorf findet weiterhin statt. Bis 2014 hatte der Matratzenhersteller Matratzen Factory Outlet seinen Hauptsitz in Elsdorf.
In Elsdorf hat der Einkaufsverband Back Europ seinen Hauptsitz. Die Bäckerei Schneider, die im gesamten Rhein-Erft-Kreis sowie in Köln und anderen an den Rhein-Erft-Kreis grenzenden Städten ihre Filialen betreibt, hat ihren Hauptsitz ebenfalls in Elsdorf (Gewerbegebiet). Zudem ist das Eiscafé Cucco's seit 1959 ein über den Rhein-Erft-Kreis hinaus bekannter Familienbetrieb in Elsdorf.

## Gerichtsbarkeit
Elsdorf gehört zum Amtsgerichtsbezirk Bergheim.

## Persönlichkeiten
- Werner Marx (1746–1806), Generalvikar des Erzbischofs von Köln, wurde in Elsdorf geboren.
- Eugen Langen (1833–1895), Unternehmer, Ingenieur und Erfinder, Mitbegründer der Elsdorfer Zuckerfabrik Pfeifer & Langen. Eine Straße und die Realschule sind nach ihm benannt.
- Valentin Pfeifer (1837–1909), Zuckerfabrikant, war Mitbegründer der Elsdorfer Zuckerfabrik Pfeifer & Langen. Eine Straße ist nach ihm benannt.
- Heinrich Wolff (1843–1924), Baumeister der Zuckerfabrik und mehrerer Kirchen In der Umgebung von Elsdorf. Erschloss die ersten Ortsteile
- Richard Jansen (1878–1941), Architekt
- Mate Mink-Born (1882–1969), Malerin, wurde als Mathilde Mink in Elsdorf geboren.
- Josef Becker (1895–1966), Mediziner und Hochschullehrer
- Richard Mummendey (1900–1978), Buchwissenschaftler und Autor, wurde in Angelsdorf geboren.
- Josef Heinrichs (1919–1994), Politiker, MdL Nordrhein-Westfalens, wurde in Berrendorf geboren.
- Peter W. Jansen (1930–2008), Filmkritiker und -publizist, wurde in Elsdorf geboren.
- Herbert Lepper (1935–2014), Archivar und Historiker
- Diana Billaudelle (1974–2016), Illustratorin und Grafikerin, lebte in Elsdorf.
- Andreas Rumler (* 1955), Lyriker, Sachbuchautor, Literaturkritiker, lebt in Elsdorf.
- Manfred Johannes Junggeburth (* 1956), Journalist und Künstler, wurde in Elsdorf geboren.
- Nick Hein (* 1984), Judoka, ehemaliger Mixed-Martial-Arts-Kämpfer und Schauspieler, in Elsdorf aufgewachsen.